# Distretto di Chakkarat
Il distretto di Chakkarat (in thailandese: จักราช) è un distretto (amphoe) della Thailandia, situato nella provincia di Nakhon Ratchasima.